# Comuna Fântânele, Constanța
Fântânele este o comună în județul Constanța, Dobrogea, România, formată numai din satul de reședință cu același nume.
Comuna Fântânele a fost înființată în anul 2005, prin Legea nr. 67 din 23 martie 2005, prin desprinderea satului Fântânele din comuna Cogealac, Constanța. 
Primarul comunei Fântânele se află la al doilea mandat. În prezent la Fântânele se construiește cel mai mare parc de eoliene din Europa. 

## Demografie
Componența etnică a comunei Fântânele
     Români (90,5%)
     Alte etnii (0%)
     Necunoscută (9,5%)
Componența confesională a comunei Fântânele
     Ortodocși (90,35%)
     Alte religii (0,15%)
     Necunoscută (9,5%)
Conform recensământului efectuat în 2021, populația comunei Fântânele se ridică la 1.368 de locuitori, în scădere față de recensământul anterior din 2011, când fuseseră înregistrați 1.585 de locuitori. Majoritatea locuitorilor sunt români (90,5%), iar pentru 9,5% nu se cunoaște apartenența etnică. Din punct de vedere confesional, majoritatea locuitorilor sunt ortodocși (90,35%), iar pentru 9,5% nu se cunoaște apartenența confesională.

## Politică și administrație
Comuna Fântânele este administrată de un primar și un consiliu local compus din 11 consilieri. Primarul, Niculina Ciobanu[*], de la Alianța Dreapta Unită, este în funcție din 1 noiembrie 2024. Începând cu alegerile locale din 2024, consiliul local are următoarea componență pe partide politice:
|  | Partid                   | Consilieri | Componența Consiliului | Componența Consiliului | Componența Consiliului | Componența Consiliului | Componența Consiliului | Componența Consiliului |
|  | ------------------------ | ---------- | ---------------------- | ---------------------- | ---------------------- | ---------------------- | ---------------------- | ---------------------- |
|  | Alianța Dreapta Unită    | 6          |                        |                        |                        |                        |                        |                        |
|  | Partidul Social Democrat | 5          |                        |                        |                        |                        |                        |                        |